# Scottish Premier Division 1975-1976
La Scottish Premier Division 1975-1976  è stata la 79ª edizione della massima serie del campionato scozzese di calcio, la prima con il nome Scottish Premier Division, disputato tra il 30 agosto 1975 e il 4 maggio 1976 e concluso con la vittoria dei Rangers, al loro trentaseiesimo titolo, il secondo consecutivo.
Capocannoniere del torneo è stato Kenneth Dalglish (Celtic) con 24 reti.

## Stagione

### Novità
Fu il primo campionato con il nome Premier Division. Il numero di squadre partecipanti si ridusse notevolmente: da 18 partecipanti si passò a 10. Le squadre si sfidarono in 36 giornate, sfindando 4 volte ogli altra squadra, due in casa e due in trasferta. Rimasero invariati gli slot dedicati alle competizioni UEFA: la squadra campione di Scozia ottiene la qualificazione alla Coppa dei Campioni, la vincente della Scottish Cup si qualifica per la Coppa delle Coppe mentre la vincente della Scottish League Cup e la migliore squadra classificata in campionato oltre la squadra campione si qualificano per la Coppa UEFA.
Infine le squadre retrocesse in Scottish First Division rimasero 2.

## Classifica finale
Fonte:
|       | Pos. | Squadra       | Pt | G  | V  | N  | P  | GF | GS | DR  |
| ----- | ---- | ------------- | -- | -- | -- | -- | -- | -- | -- | --- |
|       | 1.   | Rangers       | 54 | 36 | 23 | 8  | 5  | 60 | 24 | +36 |
| [ 3 ] | 2.   | Celtic        | 48 | 36 | 21 | 6  | 9  | 71 | 42 | +29 |
|       | 3.   | Hibernian     | 43 | 36 | 18 | 7  | 11 | 55 | 43 | +12 |
|       | 4.   | Motherwell    | 40 | 36 | 16 | 8  | 12 | 57 | 49 | +8  |
| [ 4 ] | 5.   | Hearts        | 35 | 36 | 13 | 9  | 14 | 39 | 45 | -6  |
|       | 6.   | Ayr Utd       | 33 | 36 | 14 | 5  | 17 | 46 | 59 | -13 |
|       | 7.   | Aberdeen      | 32 | 36 | 11 | 10 | 15 | 49 | 50 | -1  |
|       | 8.   | Dundee Utd    | 32 | 36 | 12 | 8  | 16 | 46 | 48 | -2  |
|       | 9.   | Dundee        | 32 | 36 | 11 | 10 | 15 | 49 | 62 | -13 |
|       | 10.  | St. Johnstone | 11 | 36 | 3  | 5  | 28 | 29 | 79 | -50 |

Legenda:
      Campione di Scozia e qualificata in Coppa dei Campioni 1976-1977.
      Qualificata alla Coppa delle Coppe 1976-1977.
      Qualificata alla Coppa UEFA 1976-1977.
      Retrocesso in Scottish First Division 1976-1977.
Regolamento:
Due punti a vittoria, uno a pareggio, zero a sconfitta.
A parità di punti, le posizioni in classifica venivano determinate sulla base della differenza reti.

## Statistiche

### Individuali

#### Classifica marcatori
| Gol |  |  | Giocatore         | Squadra    |
| --- |  |  | ----------------- | ---------- |
| 24  |  |  | Kenneth Dalglish  | Celtic     |
| 22  |  |  | William Pettigrew | Motherwell |
| 16  |  |  | John Graham       | Ayr United |
| 16  |  |  | Derek Johnstone   | Rangers    |
| 15  |  |  | John Deans        | Celtic     |